# 10372 Moran
10372 Moran (1995 FO10) là một tiểu hành tinh vành đai chính được phát hiện ngày 26 tháng 3 năm 1995 bởi Spacewatch ở Kitt Peak.